# Риккобони, Луиджи
Луиджи (Луи) Риккобони (итал. Luigi Riccoboni, фр. Louis Riccoboni; 1 апреля 1674 — 6 декабря 1753) — итальянский драматург и актёр, игравший под именем Лелио, театральный писатель, директор Театра итальянской комедии в Париже с 1716 по 1731 год.

## Биография
Был сыном актёра из Модены. В 1699 году создал свою труппу в североитальянском стиле. Перевёл на итальянский язык некоторые из произведений Мольера и Расина. Считался реформатором итальянской комедии: стремился восстановить выродившуюся уже комедию дель арте посредством обработки французских театральных произведений, а также собственными сочинениями. В июне 1716 года возглавил итальянский театр в Париже, возвратившийся после изгнания в 1697 году; актёров из Италии ему прислал Филипп II Орлеанский через своего кузена, герцога Пармы Франческо Фарнезе.
Собрание ранних драм Риккобони было издано под заглавием «Новый итальянский театр» (фр. Nouveau théâtre italien; Париж, 1718); кроме того, он написал множество программ для драм (некоторые из них более подробно приведены у Лессинга в «Theatralische Bibliothek»), «Историю итальянского театра» (фр. Histoire du théâtre italien; Париж, 1728—1731), «Размышления о декламации» (фр. Pensées sur la déclamation; Париж, 1738), «О реформе театра» (фр. De la réformation du théâtre; Париж, 1743 и 1767), дидактическое стихотворение «Об искусстве лицедейства» (итал. Dell’arte rappresentativa; Париж, 1728).
Его сын, Антонио Франческо Риккобони (1707—1772), был артистом итальянского театра в Париже и написал множество комедий.